# Deutsch-Amerikanischer Bergwerksverein

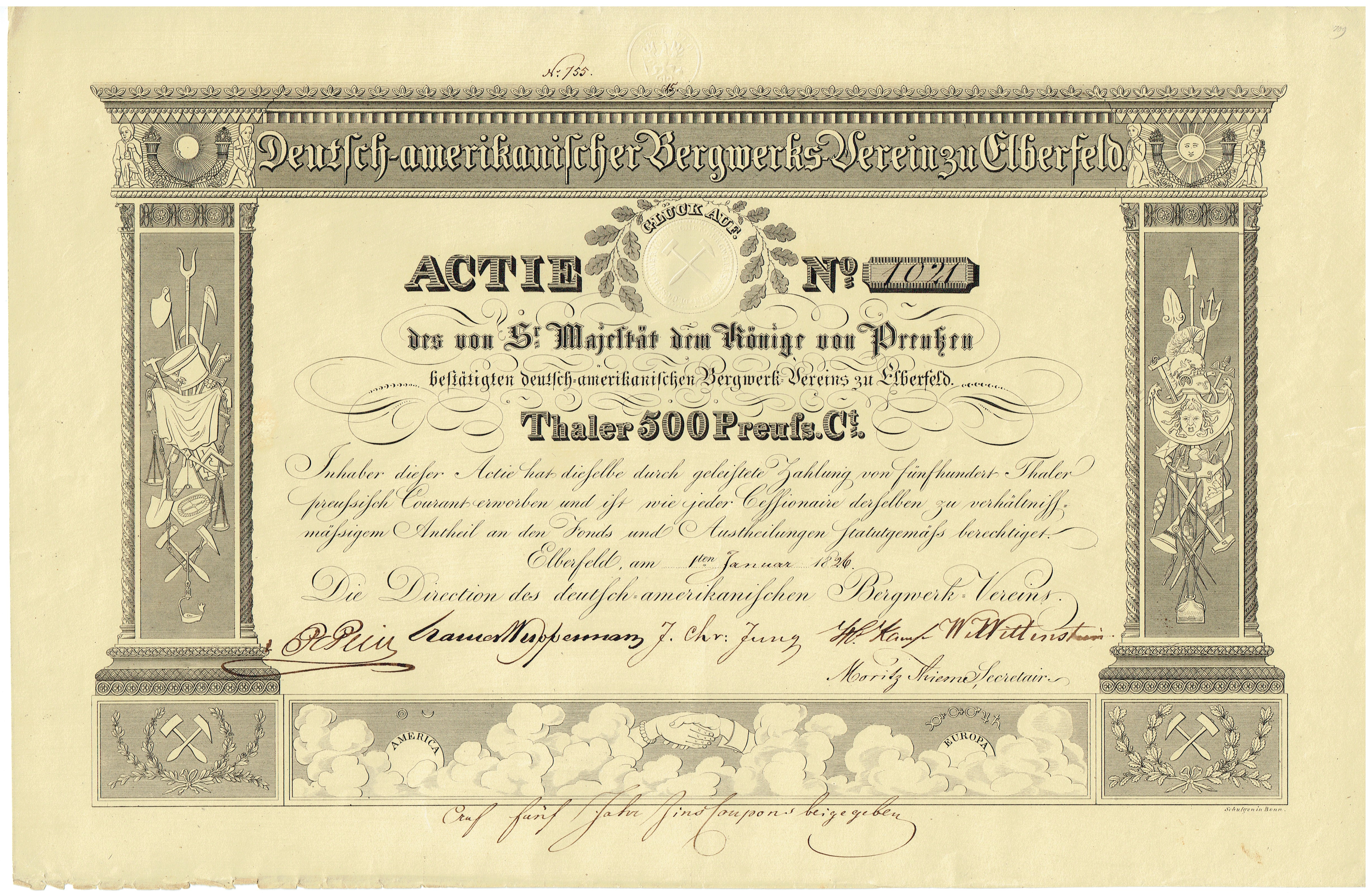
Gründeraktie des Deutsch-Amerikanischen Bergwerksvereins zu Elberfeld vom 1. Januar 1826

Der Deutsch-Amerikanische Bergwerksverein, auch Deutsch-Mexikanischer Bergwerksverein genannt, war eine Montan-Aktiengesellschaft mit Sitz in Elberfeld, Rheinprovinz, sowie Bergwerken und Hütten in Mexiko. Sie bestand von 1824 bis 1837.

## Geschichte
Angeregt durch Schilderungen Alexander von Humboldts über die Bodenschätze Neuspaniens und verheißungsvollen Berichten von Mexiko-Agenten der 1821 in Elberfeld gegründeten Rheinisch-Westindischen Kompagnie gründeten Elberfelder Kaufleute unter Führung von Heinrich Kamp Anfang 1824 den Deutsch-Amerikanischen Bergwerksverein. Durch die Königliche Bank in Berlin beteiligte sich auch Preußen an der Gründung der Gesellschaft, die die erste Bergbau-Aktiengesellschaft des Königreichs war. Als „technische Konsulenten“ der Gesellschaft waren Kamps Sozius Friedrich Harkort und Carl Ludwig Heusler tätig, als Sekretär der als Gelegenheitsdichter bekannte Redakteur Moritz Thieme, als Justiziar der Düsseldorfer Advokat-Anwalt Friedrich Bracht.

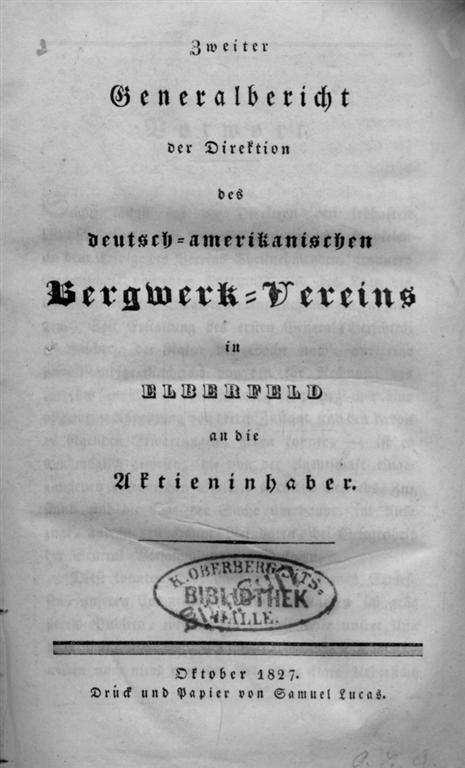
Generalbericht an Aktieninhaber, 1827

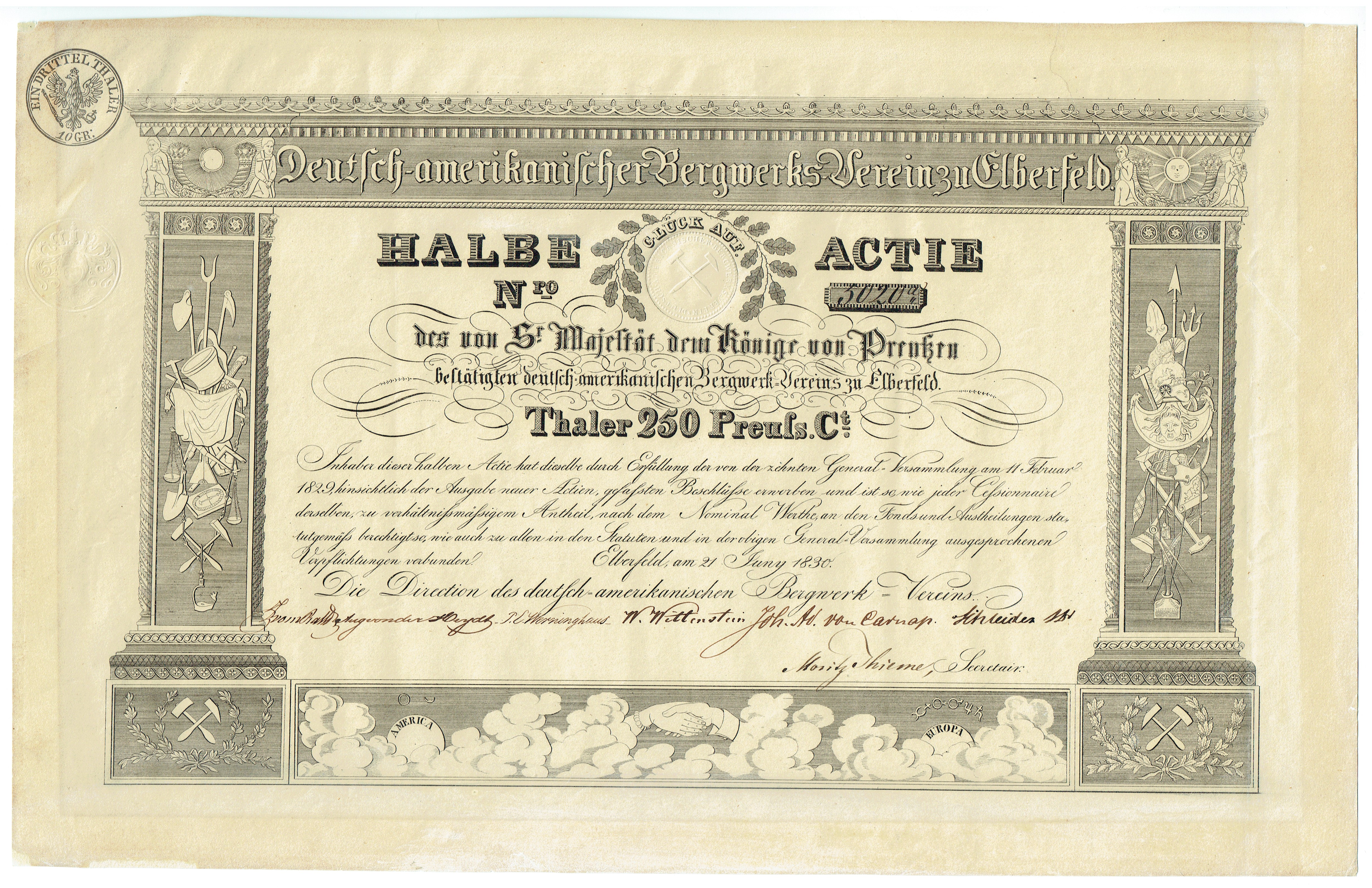
Halbe Aktie des Deutsch-Amerikanischen Bergwerksvereins vom 21. Juni 1830

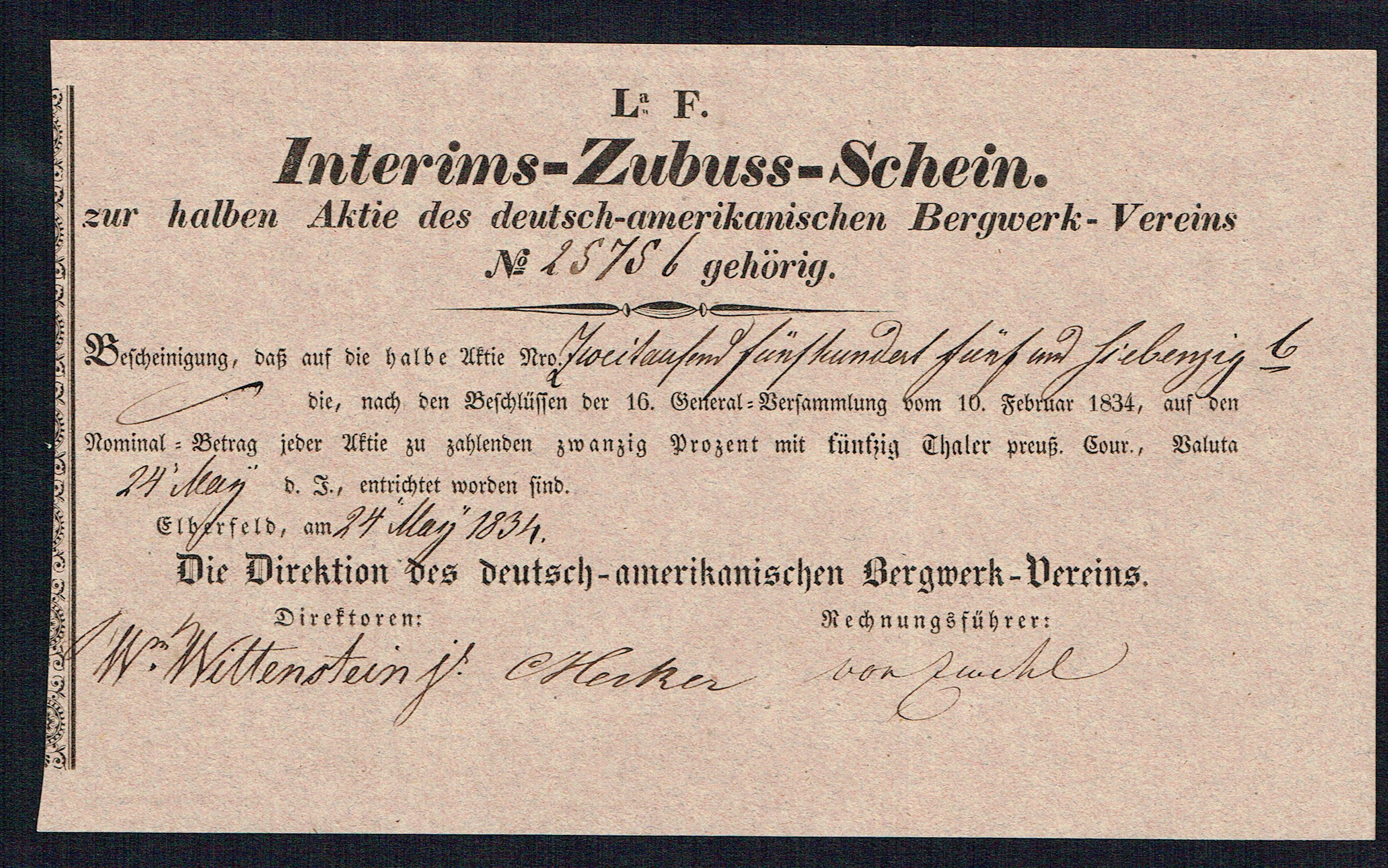
Interims-Zubuss-Schein zu einer halben Aktie des Deutsch-Amerikanischen Bergwerksvereins vom 24. Mai 1834

Auf der Grundlage des Gesellschaftskapitals von anfangs 200.000 Talern, das binnen weniger Monate auf 500.000 Taler aufgestockt wurde, brachte der Verein in kurzer Zeit eine größere Zahl von Silber-, Gold- und Bleiminen in seinen Besitz. Allein in den ersten drei Jahren seines Bestehens verfügte er über 24 Silbergruben, vier Goldgruben und eine Bleigrube, dazu über sieben Amalgamierwerke und drei Schmelzhütten. Ab 1824 schickte er Agenten, Ingenieure und Bergleute nach Übersee, anfangs darunter Friedrich von Gerolt, Carl de Berghes, Christian Sartorius, Johann Ludwig Stein (1769–1826), dessen Sohn Wilhelm Stein und dessen Bruder Friedrich Wilhelm Stein (1791–1870), 1828 dann auf Empfehlung von Harkort den Bergbaufachmann Johann Christian Leberecht Schmidt mit dem Auftrag, Fördermengen und aufgetretene Mängel zu untersuchen. Am 30. Juni 1825 überreichte man dem in Elberfeld anwesenden Kronprinzen Friedrich Wilhelm feierlich eine Gold- und eine Silbermünze als „Erstlinge unseres Bergbaues in Mexiko“. Aus dem Minenprojekt erwuchs ein Kolonisationsplan, der weitere Interessierte anzog, so den Lehrer Friedrich Wilhelm Grube, der als Sekretär im Büro des Bergwerksvereins in Mexiko tätig wurde.
Politische Instabilität, Inflation und Bandenkriminalität erschwerten das Unternehmen vor Ort. Ein Mangel an geeigneten Arbeitern, Geräten und Anlagen sowie Erzdiebstähle warfen erhebliche Probleme auf. Hohe Betriebskosten verbrauchten das Anfangskapital rasch. Die Ertüchtigung und Bewirtschaftung der vielen Bergwerke, die gleichzeitig in Angriff genommen worden und von denen mangels Rentabilität einige wieder zu schließen waren, fiel unter diesen Bedingungen wesentlich schwieriger und kostspieliger aus als geplant. Auf Betreiben der örtlichen Betriebsleiter sollte daher weiteres Geld nachgeschossen werden. 1826 begab die Gesellschaft neue Aktien im Wert von einer Million Taler, vermochte jedoch nur ein Viertel davon an Anleger zu verkaufen. Viele Aktionäre sahen sich in ihrer Erwartung auf hohe Dividenden bald enttäuscht. Friedrich Harkort schlug in dieser Situation vor, das Kapital besser für den Ankauf und Betrieb von Steinkohlengruben an der Ruhr zu verwenden, ein später Rat, den der Essener Bergamtsdirektor Heinrich Heintzmann zwar begrüßte, der den Aktionären jedoch kaum half. 1830 hatte man insgesamt 4000 Anteile mit einem Nennwert von 2 Millionen Taler ausgegeben, zunächst „ganze Aktien“ im Wert von 500 Talern, dann auch „halbe Aktien“ im Wert von 250 Talern. Mit dem Bergwerksverein, an dessen Spitze zuletzt der spätere preußischen Handels- und Finanzminister August von der Heydt und der Elberfelder Bürgermeister Johann Adolf von Carnap standen, ging es aufgrund fortbestehender Probleme jedoch immer weiter bergab. 1837 meldete die Gesellschaft, deren Scheitern der preußische Generalkonsul Ferdinand Conrad Seiffart Fehlern der Unternehmensleitung anlastete, mit einem Verlust von 2 Millionen Talern den Konkurs. Von den 200 Bergleuten, die allein bis 1825 nach Mexiko gegangen waren, kehrten nur wenige nach Deutschland zurück. Die meisten von ihnen wechselten zu US-amerikanischen oder britischen Firmen oder wurden unabhängig.
Das Fiasko des Bergwerksvereins sowie der Zusammenbruch der Rheinisch-Westindischen Kompagnie, deren Liquidation bereits 1832 eingeleitet werden musste, schadeten dem Ruf der Aktiengesellschaft als Unternehmensform in der deutschen Öffentlichkeit und mithin der erst im Entstehen begriffenen Aktienkultur sehr. Anleger hielten sich auf Jahre hinaus zurück und die Ausgabe von Aktien für andere Unternehmungen wurde dadurch wesentlich erschwert.
Zu den Aktionären der Gesellschaft soll auch Johann Wolfgang von Goethe gehört haben, der am 11. August 1831 in seinem Tagebuch einen „günstigen Bericht“ des Deutsch-Amerikanischen Bergwerksvereins vermerkte. Seit mehreren Jahren stand er mit der Direktion des Vereins in Verbindung, um geologische und mineralogische Informationen zu erhalten. Auch erhielt er Gesteinsproben von dort.

## Archive
- Geheimes Staatsarchiv Preußischer Kulturbesitz: Deutsch-Amerikanischer Bergwerksverein in Mexiko, 1827–1833, I. HA Rep. 109, Nr. 2703.
- Landesarchiv Nordrhein-Westfalen Abteilung Westfalen: Konkurs des Deutsch-Amerikanischen Bergwerksvereins zu Angangueo (Mexiko), 1839–1845, Regierung Arnsberg, B Nr. 41.
- Stadtarchiv Wuppertal: Deutsch-Mexikanischer (Amerikanischer) Bergwerksverein zu Elberfeld, 1824–1848, J III/486.